# Le Cafard cosmique
Pour les articles homonymes, voir cafard (homonymie).
Le Cafard cosmique est, jusqu'en 2017, un site internet spécialisé dans les littératures de l'imaginaire : science-fiction, fantasy, fantastique.

## Histoire
Le site a été créé par le journaliste Thierry Hornet. À partir de 2003, il décerne un annuellement prix littéraire attribué par les internautes, jusqu'en 2010.
Le 26 février 2011, l'administrateur du site annonce la fermeture du site. La base de données reste consultable et le forum ouvert jusqu'à la fermeture définitive de l'hébergement en 2017.
Le Cafard cosmique a été un portail de référence des littératures de l'imaginaire ; il proposait des critiques, des interviews d'auteurs, des actualités  ainsi que des dossiers thématiques. Il reste également connu pour son forum aux échanges passionnés.

## Prix du Cafard cosmique
Chaque année le Cafard cosmique décernait un prix  : 
- 2003 : Le Sens du vent de Iain M. Banks ;
- 2004 : Le Système Valentine de John Varley ;
- 2005 : L'Ombre du Schrander de M. John Harrison ;
- 2006 : Le Chevalier de Gene Wolfe[5] ;
- 2007 : La Cité des saints et des fous de Jeff VanderMeer[6] ;
- 2008 : Janua Vera de Jean-Philippe Jaworski[7] ;
- 2009 : Les Murailles de Jéricho de Edward Whittemore[8] ;
- 2010 : Océanique de Greg Egan[9].